# Alvin Smith
Alvin Smith (11 février 1798 – 19 novembre 1823) est le frère aîné de Joseph Smith, fondateur du mormonisme et de l'Église de Jésus-Christ des saints des derniers jours.
Il a joué un rôle de premier plan en aidant la famille Smith à payer ses dettes et à construire sa maison. Sa mort à l’âge de 25 ans a amené ses jeunes frères Hyrum et Joseph à jouer un rôle plus important dans les affaires familiales.

## Biographie
Né en 1798, Alvin est le premier enfant survivant de Joseph Smith Senior et de Lucy Mack. Durant sa jeunesse, il travaille comme aide-charpentier pour aider la famille à économiser suffisamment d'argent pour verser un acompte sur une ferme dans le canton de Manchester, au sud de Palmyra, dans l'État de New York. Alvin aide également son père à défricher du bois, à planter du blé et à exploiter les érables pour fabriquer du sucre d'érable. Au début des années 1820, il participe avec son père et ses frères à un certain nombre de fouilles de trésors dans la région de Palmyra-Manchester.
En 1823, il prend l'initiative de construire la nouvelle maison familiale et s'efforce de sortir la famille de ses dettes.
Le 19 novembre 1823, à l'âge de 25 ans, Alvin Smith succombe des suites d'un empoisonnement au mercure, provenant du calomel, qui lui avait été administré pour soigner un cas de « colique bilieuse ». Sa mort eut lieu deux mois après la première visite de Joseph sur la colline d'où il aurait récupéré les plaques d'or qui seraient plus tard la source du Livre de Mormon.